# Charlie Ogletree
Charlie Ogletree, né le 11 octobre 1967 à Greenville (Caroline du Nord), est un skipper américain.

## Carrière
Charlie Ogletree participe aux Jeux olympiques d'été de 2004 à Athènes et remporte la médaille d'argent dans la catégorie du Tornado.